# 小约翰·施特劳斯

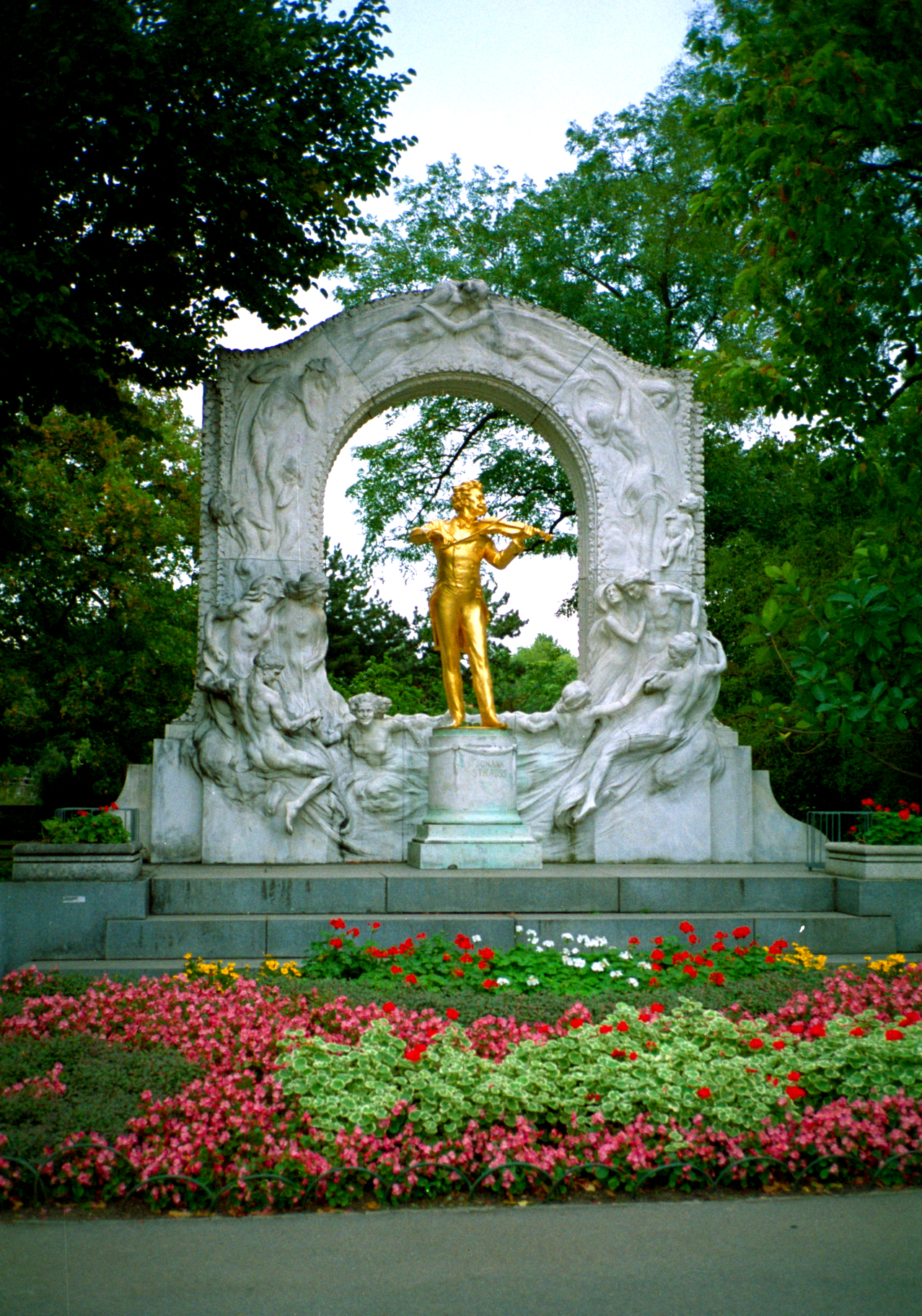
維也納城市公園内的约翰·施特劳斯像

约翰·巴普蒂斯特·施特劳斯二世（德語：Johann Baptist Strauß Ⅱ，1825年10月25日—1899年6月3日），因与其父同名，故通常称为小约翰·施特劳斯，奥地利作曲家，以圆舞曲作品最为著名，如《蓝色多瑙河》。
约翰·施特劳斯是著名音乐家老约翰·施特劳斯的儿子。他的两位弟弟约瑟夫·施特劳斯和爱德华·施特劳斯也是著名的音乐家。不过小约翰是整个家族中成就最大，名望最高的一位。他被誉为“圆舞曲之王”，为19世纪维也纳圆舞曲的流行作出了巨大的贡献。此外他的作品的艺术成就大大超越了他的前辈们（例如约瑟夫·兰纳和老约翰·施特劳斯），也更为人所熟知。不仅是圆舞曲，他的一些波尔卡、进行曲以及轻歌剧也相当著名。

## 生平
小约翰·施特劳斯出生在维也纳郊區聖烏爾利希（St. Ulrich）羅夫拉諾巷（Rofranogasse）76號。他的父亲希望他将来成为一个银行家而不是一个音乐家。尽管如此，他还是从小暗地里学习小提琴。讽刺的是，他的小提琴老师正是他父亲的管弦乐队的首席小提琴，弗朗茨·阿蒙（Franz Amon）。然而，他的父亲还是在一天发现小约翰把时间“浪费”在了音乐上。据小约翰·施特劳斯本人回忆，接下来场面相当的可怕，而且他的父亲对他的音乐理想没有任何兴趣。然而老约翰并没有让家庭不和的意思，他只是认为作为音乐家的生活太严酷了，不希望儿子以后也与他一样过这样的生活。最后，在小约翰17岁那年，老约翰与他的情妇埃米莉·特兰布施离家出走。这样，小约翰能够专心从事他所热爱的音乐事业了。

### 「施特劳斯家族内战」
此后，小约翰向开办私人音乐学校的约阿希姆·霍夫曼（Joachim Hoffmann）教授学习了对位法和和声技法。在与指挥家约瑟夫·德雷施勒（Josef Drechsler）学习和声时，他的天赋得到了极大的认可。同样，他在另外一位小提琴老师，维也纳宫廷剧院（Vienna Court Opera）的芭蕾舞辅导教师安东·科尔曼（Anton Kollmann）那里，也得到了极高的评价。由于这些人士的高度评价，他成功地从权威人士处得到了公开演出的不成文许可。随后，他很快在'Zur Stadt Belgrad'酒馆（维也纳的音乐家们寻找职位的固定去处）招募了充足的人手以扩充他的乐团。然而由于他父亲的巨大影响和势力，几乎没有任何剧院提供给小约翰演出的合约。最终，小约翰终于说服了维也纳Hietzing區的多瑪耶爾賭場（Dommayer's Casino），提供给他一个初次亮相的机会。当地媒体疯狂地报道这场父子间的“施特劳斯家族内战”。老约翰本人对儿子不服从自己的命令极为恼怒，一怒之下他决定在有生之年永远不在多瑪耶爾賭場登台演出，尽管Hietzing區是他早年多次演出的辉煌成功的见证。 
小约翰·施特劳斯自己觉得他早年的生涯很困难，但他很快就赢得了公众的欢迎。他的第一个重要职务是作为“第二维也纳市民旅的指挥家”，这是一个荣誉职务，这个职务在约瑟夫·兰纳死後有两年时间空着。1848年2月24日在维也纳爆发了市民革命。小施特劳斯与他的父亲彻底吵翻，他加入革命派阵营，創作了不少同情革命的作品，如《自由之歌圓舞曲》（Freiheitslieder，Op. 52）、《革命進行曲》（Op. 54）和《學生進行曲》（Studenten Marsch，Op. 56）。这对他来说从音乐的角度和从职业的角度都不利。维也纳警方曾因为他公开演奏了《马赛曲》而拘捕他。这支曲子被看作是一支呼吁革命情份的曲子。出獄後他還把《馬賽曲》的部分曲調塞進自己的第60號作品《鞭打波爾卡》（Geißelhiebe Polka）作為回敬。奥地利皇室因此两次拒绝他出任皇家舞会指挥（KK Hofballmusikdirektor）的职位。而他父親則至死忠於哈布斯堡王室，甚至他的經典之作，《拉德茨基進行曲》是獻給哈布斯堡貴族元帥约瑟夫·拉德茨基·冯·拉德茨的。
1849年老施特劳斯在维也纳死于猩红热，小施特劳斯将他们两人的乐队合并到一起重新开始周游欧洲。而小約翰也改變了曲風，作了不少「愛國」的進行曲，獻給革命後登基的新皇帝，如《奧皇弗朗茨約瑟夫進行曲》（Op. 67）和《奧皇弗朗茨約瑟夫銀禧榮歸進行曲》（Op. 126）。

### 名聲漸隆
最后小約翰施特劳斯的名望甚至超过了他父亲的名望。他成为世界上最有名的华尔兹作曲家。1852年5月27日的《劇場日報》讚道：
|  | 他的才華持續以震撼和傑出的姿態流露出來，在各方面都有所表現，並且縱橫無阻。我們今天已經可以肯定地說，老史特勞斯的地位已被小史特勞斯所取代。 |

他与他的乐队周游奥地利、波兰和德国。往往在他的音乐会上他只指挥一个曲子，然后他就得赶到另一个音乐会上去了。當時各地的表演場地都以在門外貼出「施特劳斯在此演奏！」（Heut' Spielt der Strauss!）的告示為賣點。另外，小施特劳斯还访问了俄国并在那里写了不少曲子。但他回到维也纳后又把这些曲子的名称改掉了来合乎维也纳人的口味。1867年8月至10月期間，應邀在倫敦指揮柯芬園的樂季演出，表現受到倫敦輿論界盛讚：
|  | 這位紳士的風度和他父親真是像極了⋯⋯他的指揮和領奏充滿生氣，時而呈現若干極有個人特色的姿勢，有助於塑造他在大眾心目中的形象⋯⋯。史特勞斯先生毫無疑問的是個出色的人物。（《泰晤士报》於1867年8月16日評論） |

在隨後的1870年代，他到了英國訪問，並與首任妻子在倫敦皇家歌劇院同台獻藝。同一時期他还在法国、意大利和美国舉行過音乐会，當中更在波士頓音樂節指揮了一場怪獸音樂會（Monster Concert），也就是指揮千名樂手演奏名作《藍色的多瑙河》（Op. 314）。同一時期的其他作品還包括了《歌手旅程圓舞曲》（Op. 41）、《情歌圓舞曲》（Op. 114）、《夜蛾圓舞曲》（Op. 157）、《加速度圓舞曲》（Op. 234）、《安娜波爾卡》（Op. 117）和《闲聊波尔卡》（Op. 214）等等。
1888年5月15日，史特勞斯在維也納河畔劇院指揮了《蝙蝠》的第二百場演出。這部劇作相當受到維也納觀眾的歡迎。到了九〇年代，他已經是歐洲第三知名的人物，僅次於维多利亚女王與奥托·冯·俾斯麦。

### 歷次婚姻
小約翰在1862年与歌唱家吉蒂·特雷夫茲（"Jetty" Treffz）结婚，最后还是获得了皇家舞会指挥的地位，这样他的地位就升高了。他擔任該職直到1871年1月12日為止。1878年4月8日，吉蒂因心臟麻痺而去世，三日後下葬。七週之後，即5月28日，史特勞斯與莉莉·迪特里希（"Lili" Dittrich）成婚。莉莉与他之间不仅在年龄和见解上差异很大，而且他们之间的音乐兴趣也不同。莉莉不但與他人有染，還到处唠叨他们的私事，这迫使小施特劳斯决定与她离婚，當局在1882年12月9日批准了離婚申請。
小施特劳斯的第三位夫人阿黛爾·多伊奇（Adele Deutsch）对他晚年的创作有很大的推动性作用，為了與她成婚，小斯特劳斯捨棄了羅馬天主教會，並於1887年1月28日成為薩克森-科堡-哥達公國的公民。阿德蕾令小施特劳斯再次發揮其創意，創作出《吉普賽男爵》、《森林主人》等經典名劇和《皇帝圓舞曲》（Op. 437）、《皇家慶典圓舞曲》（Op. 434）、《東方童話》（Op. 444）、《聰明的葛麗特》（Op. 462）等名曲。1885年10月24日，在六十歲生日前夜，史特勞斯在維也納河畔劇院親自指揮了《吉普賽男爵》的首演。

### 施特劳斯的家族音樂生意
施特劳斯有非常敏锐的商业头脑，在他父亲死前他就已经建立了一支乐队。在父親死後，他还建立了多个乐队，有些在专门的酒店里演奏，他为这些乐队专门写乐谱。後來他接受了俄羅斯沙皇亞歷山大二世和其弟米哈伊尔大公的邀請，赴俄演出。最終導致令他收到的邀请太多了他一人无法全部参加他就让他的两个弟弟约瑟夫和爱德华代替他出席。1853年，小約翰劳累过度不得不去疗养。他的母亲安娜怕他们的家庭企业因此破产就逼迫他的弟弟约瑟夫来代替他指挥这些乐队。约瑟夫一开始不愿意，勉强同意。维也纳人对他们兄弟两人都很欢迎。后来约翰甚至承认：「约瑟夫是他们两人中更有才赋的，我只是比他受歡迎一點」。约瑟夫则不甘一直处于约翰的名下，因此两人之间的竞争导致了更好的音乐。约翰的《蓝色多瑙河》使他获得了“华尔兹之王”的名声。
三兄弟的合作與競爭為維也納留下不少傳奇，而他們事業的高峰期在1860年代，他們曾經嘗試把家族旗下集中一起，連續不斷的演奏同一首曲子。有時候，三兄弟還會在維也納人民公園 (Wiener Volksgarten)舉行露天音樂會，還會現場奏出新曲目，讓公眾競猜曲子是由三兄弟中的哪位所創作。

### 競爭對手和擁護者

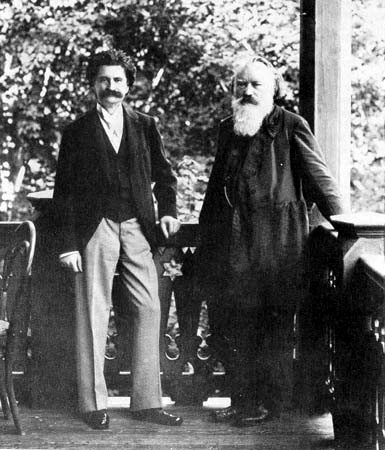
小约翰·施特劳斯和勃拉姆斯

除了父子兄弟之間的競爭，整個施特劳斯家族一直不乏竞争者。老約翰便有约瑟夫·兰纳和約瑟夫·貢格爾兩位主要競爭者。
尽管在1860年到1890年间，小约翰·施特劳斯是社会上最受欢迎的舞曲作家，他还是受到了来自于卡爾·米夏埃爾·齊雷爾和埃米莉·瓦爾德退費爾的严酷竞争，其中后者更在巴黎地位可以媲美施特勞斯在維也納的地位。而前者在約翰和約瑟夫·施特劳斯逝世後，更成為了愛德華為首的施特劳斯家族的嚴重威脅。
而在輕歌劇方面，成名於巴黎的雅克·奧芬巴赫是小約翰的最大敵人。但在他逝世後，弗朗兹·雷哈尔開創了維也納輕歌劇的銀色年代，幾乎把施特勞斯家族僅餘的聽眾都掃走了。
但在小約翰在生時，不少著名音樂家都說喜歡小約翰的音樂。華格納曾經承認自己喜歡小約翰的《醇酒美女歌聲圓舞曲》（Op.333）。而小約翰的私人朋友，勃拉姆斯更是小約翰的「歌迷」，小約翰就曾把《億萬人民團結起來！圓舞曲》（Op. 443）獻給勃拉姆斯。傳說一次，小約翰的女兒向勃拉姆斯索取簽名，布拉姆斯沒有按照慣例，寫上自己最膾炙人口的曲調譜子，倒寫上了小約翰《藍色多瑙河》的頭幾小節的譜子，署名為「不幸的，此曲非勃拉姆斯所作！」（"Alas, not by Brahms!"）另一個後期的擁護者是理察·施特勞斯（雖然同姓，但並非維也納的史特勞斯家族），他在自己所作的《玫瑰騎士》一劇，有一句這樣的對白：「我怎麼可能會忘記那個維也納的天才呢？」

### 傳奇
1899年，著名樂評人爱德华·汉斯力克寫道：小約翰的離世將會是維也納最後快樂時光的終結。但就在同年，時年74岁的小约翰·施特劳斯因肺炎逝世。葬禮在6月6日舉行，他被葬在維也納中央公墓榮譽墓區，與貝多芬、布拉姆斯、舒伯特比鄰。小約翰臨終時仍在努力創作芭蕾舞劇《灰姑娘》。

## 評價
- 弗雷德里克·肖邦：「大多數的維也納人最大的享樂就是到比亞飯店一邊吃晚飯一邊欣賞史特勞斯與蘭納的圓舞曲。」[17]
- 约翰内斯·勃拉姆斯：「論配器法之功力，實無出史特勞斯之右者。」[18]
- 汉斯·冯·彪罗：「約翰·史特勞斯簡直是個迷人的魔術師。他以特有的優雅風度和準確的節奏指揮自己的作品。」[19]
- 柏林萊辛劇院（英语：Lessing Theater）總監奧斯卡·布魯門撒（英语：Oscar Blumenthal）：「這五十年來，文明世界的每一場歡眾，幾乎都有約翰·史特勞斯光臨⋯⋯。如果我們有辦法測量他的作品賜予這個世界多大的快樂和滿足，那麼約翰·史特勞斯必然是本世紀最偉大的施恩者之一。」[16]

## 其他

### 流行文化
著名動畫系列《猫和老鼠》曾在1953年推出了一集名曰《约翰老鼠》（Johann Mouse）的短片，裡面引用了小约翰的名曲《皇帝圓舞曲》以及《维也纳气质圆舞曲》，《蓝色多瑙河圆舞曲》，《春之声圆舞曲》，《无穷动波尔卡》，《美酒，女人和歌圆舞曲》还有《闲聊波尔卡》。猫和老鼠同时也有大量引用小施特劳斯的曲子，如《好莱坞音乐会》（The Hollywood Bowl）中全集（除开头）均为蝙蝠序曲。另外经常引用《春之声圆舞曲》。
而在電視上，也有不少以施特劳斯家族成員生平為藍本的戲劇，如1991年的《施特劳斯王朝》和1995年的《施特劳斯：3/4拍之王》。也有一些以小约翰生平為題材的電影，當中比較著名的有1938年的《翠堤春晓》。著名驚悚懸疑片大師希治閣曾在1933年製作過一部低成本紀錄片，介紹了小约翰·施特劳斯的生平，名曰《維也納之舞》。
也有其他影視節目和廣告曾引用小约翰·施特劳斯的作品。

### 维也纳新年音乐会
小约翰和施特劳斯家族的音樂在每年的維也納新年音樂會上由維也納愛樂管弦樂團奏出。而這個音樂會的前身，就是一場在1929年，由著名指揮大師克萊門斯·克勞斯致力促成的一場純施特劳斯家族作品的音樂會。很多名指揮，如威利·博斯科夫斯基和洛林·马泽尔會仿效當年施特劳斯家族的Vorgeiger作風，一邊演奏小提琴，一邊指揮樂團。另一些指揮大師，如赫伯特·馮·卡拉揚和里卡多·穆蒂都曾登上過維也納新年音樂會的指揮台。1966年，一些維也納樂手組成了維也納约翰·施特劳斯管弦樂團（Wiener Johann Strauss Orchester），以在全球各地巡演施特劳斯家族作品而成名。
值得注意的一點是，我们今天能聽到不少的施特劳斯家族名曲和他們家族庫存版本可能有很大差異。但由於施特劳斯家族在維也納的大宅在1907年被毀，其庫存樂譜版本相信也一同被毀。此後，小约翰的幼弟愛德華·施特劳斯致力防止父兄的作品被其他作品家冒稱為自己的作品。這也加劇愛德華·施特劳斯和其主要對手卡尔·迈克尔·齐雷尔的緊張關係。後來，世界各地紛紛成立约翰·施特劳斯協會，以妥善保存現有的施特劳斯作品，還會尋訪並收集失卻的施特劳斯作品。

## 參看
- 古典音乐作曲家列表

## 外部連結
- 小约翰·施特劳斯的免费乐谱，由国际乐谱典藏计划提供 
  - 國際樂譜典藏計畫的作品列表
- 小约翰·施特劳斯的舞台作品列表 （页面存档备份，存于）
- 大不列顛约翰·施特劳斯協會 （页面存档备份，存于），以及協會網站所載之作品全表
- 維也納施特勞斯研究所（英文）（德文）